# Sphaerodactylus nigropunctatus
Sphaerodactylus nigropunctatus este o specie de șopârle din genul Sphaerodactylus, familia Gekkonidae, descrisă de Gray 1845.

## Subspecii
Această specie cuprinde următoarele subspecii:
- S. n. alayoi
- S. n. atessares
- S. n. decoratus
- S. n. flavicauda
- S. n. gibbus
- S. n. granti
- S. n. lissodesmus
- S. n. ocujal
- S. n. porrasi
- S. n. strategus

## Galerie

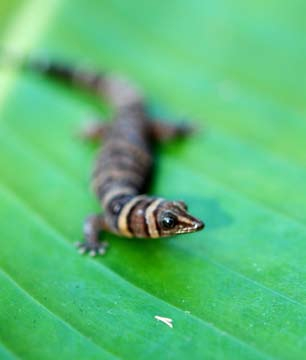
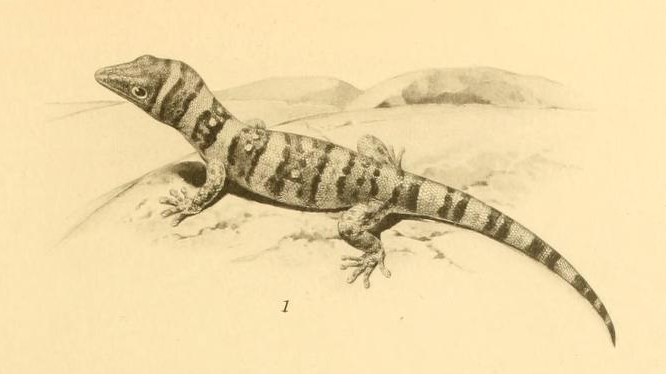
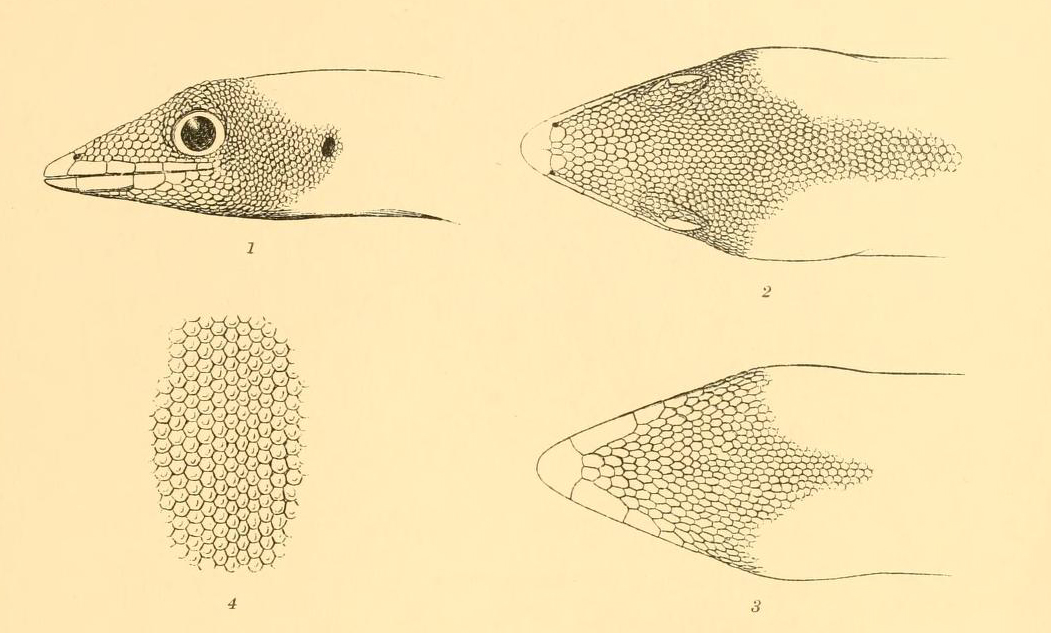
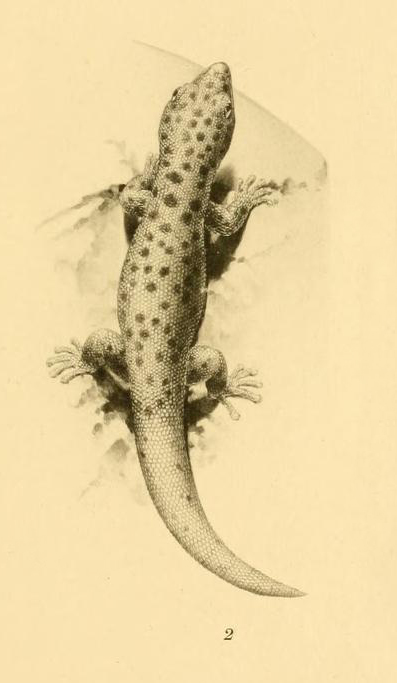
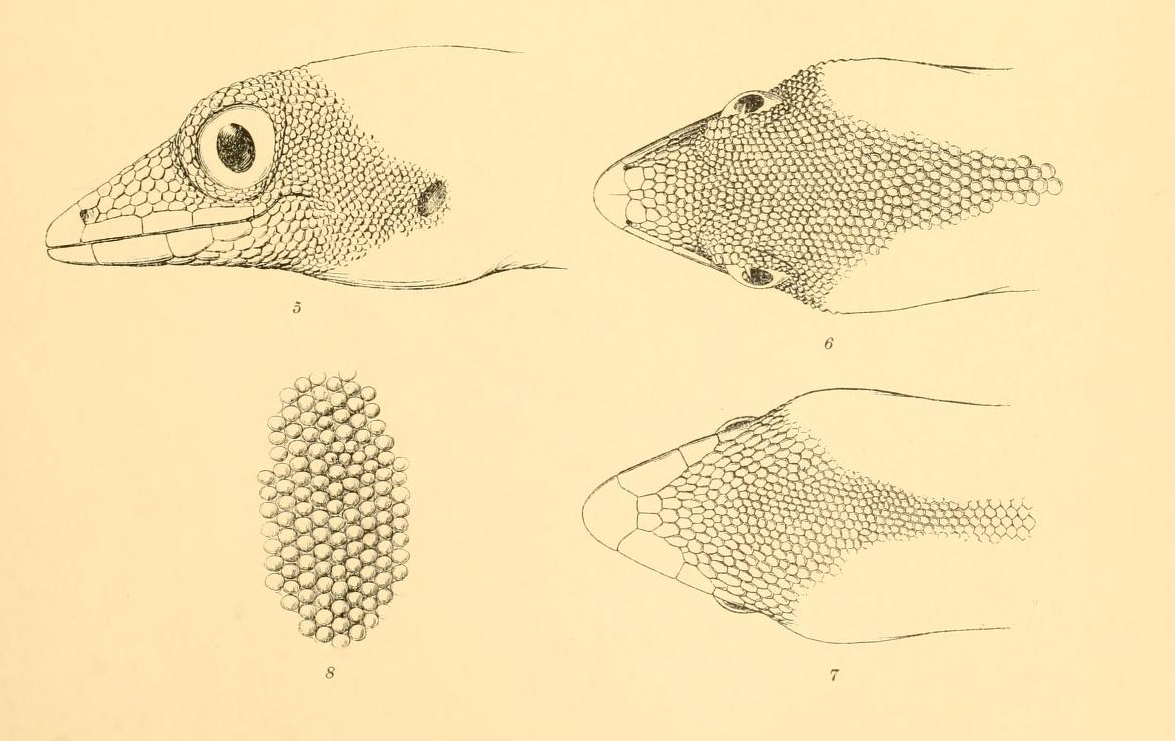
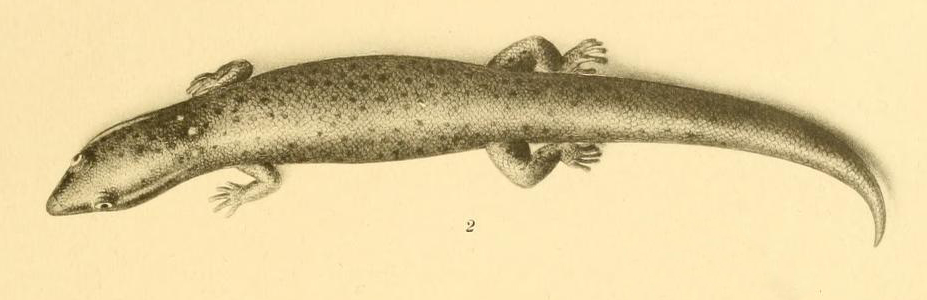